# Ганон
Га́нон (реже — Гэ́нон, англ. Ganon, яп. ガノン) или Ганондо́рф (англ. Ganondorf, яп. ガノンドロフ) — персонаж серии видеоигр «The Legend of Zelda», созданной компанией Nintendo. Он является главным антагонистом серии и во многих играх выступает в качестве финального босса.
В играх Ганон обычно представлен в двух формах: в качестве огромного демона, напоминающего кабана и человекоподобного представителя вымышленной расы герудо.
Являясь ключевым антагонистом игры, Ганон в разных инкарнациях противостоит протагонисту Линку и пытается завладеть древней реликвией — триединством (англ. Triforce). Кроме того, часто он выступает похитителем принцессы Зельды.
По отношению к Ганону в различных играх используются такие титулы, как «король тьмы» (англ. The Evil King) и «Бедствие».

## Персонаж
В играх серии Ганон представлен в различных формах — как демон Ганон, внешне схожий с кабаном, и как представитель вымышленной человекоподобной расы герудо по имени Ганондорф. Внешний вид персонажа различен в разных частях серии.
В человекоподобной форме он обычно представляется как высокий и физически сильный темнокожий воин с острым носом, тёмными (красными) волосами и красными глазами. Вооружён тяжёлым мечом.
В демонической форме Ганона изображают как огромного монстра с чертами кабана, передвигающегося на двух или четырёх лапах.
Ганон наделён магическими способностями. Во многих частях серии Ганон ослаблен (или заточён) и использует других персонажей для достижения своих целей. Кроме того, Ганону прислуживает армия антропоморфных монстров, многим из которых, так же, как и их хозяину, присущи черты кабана.

### Варианты имени
Имена Ганон и Ганондорф фигурируют в разных частях игры и обозначают одного и того же персонажа. Впервые имя Ганондорф звучит в игре The Legend of Zelda: A Link to the Past, а впервые под этим именем Ганондорф появляется The Legend of Zelda: Ocarina of Time и в дальнейшем в играх серии без явной системы используются оба имени. В английской версии первой игры серии имя этого персонажа указывается как Ганнон (англ. Gannon), однако в следующих играх вторая «н» исчезла.
В официальном русскоязычном переводе игры Breath of the Wild персонаж также именуется Ганоном.

## Появления

### В играх

Реликвия «Трифорс», которую пытается заполучить Ганон в большинстве игр серии

Впервые Ганон появляется в The Legend of Zelda как основной антагонист (во вступительном сообщении назван «принцем тьмы Ганоном») похитивший древнюю реликвию Триединство (англ. Triforce) и противостоящий главному герою — Линку.
В игре Zelda II: The Adventure of Link не было физического присутствия Ганона, однако его силуэт присутствует на экране game over в американской версии игры, что символизировало тем самым его возвращение.
В игре Link to the Past Ганон лишён сил и заперт в Священных землях (англ. Sacred Land). Он использует волшебника Аганима (англ. Agahnim) чтобы освободиться из заточения.
В Ocarina of Time персонаж впервые представлен как Ганондорф — предводитель армии герудо. Он похищает принцессу Зельду и присваивает себе Триединство, при помощи которого перевоплощается в демона.
В играх Oracle of Seasons and Oracle of Ages сам Ганон не появляется, вместо него антагонистами выступают его слуги — Коуме и Котаке.(Появляется лишь как финальный босс в одной из игр, если до неё пройти любую из них и ввести код, выданный в конце игры). Также Ганон не фигурирует и в играх Four Swords и Four Swords Adventures — в качестве антагониста в ней выступает колдун Ваати (англ. Vaati), действующий в интересах Ганона.
Вновь Ганон в форме Ганондорфа появляется в игре The Wind Waker где он представлен как виновник потопа, произошедшего в игровом мире некоторое время назад.
В Twilight Princess Ганон вновь выступает главным антагонистом, захватившим сумеречное королевство силами короля Занта (англ. Zant).
В сюжетах The Legend of Zelda: Phantom Hourglass и The Legend of Zelda: Spirit Tracks Ганон участия не принимает, однако упоминается в предыстории.
В Skyward Sword раскрывается происхождение Ганона как «сущности» самого зла — изначально он представлен как демон Пленённый (англ. Imprisoned), который в конце игры обретает облик демона Предвестника (англ. Demise), который является постоянно перерождающимся злом, и его облик такой, каким его видит тот, кто с ним встретился.
В A Link Between Worlds Ганона представляет служащий ему колдун Юга.
В играх Breath of the Wild и Tears of the Kingdom Ганон и Ганондорф — два разных персонажа. Ганон представлен в виде злобной бестелесной сущности, называемой «Бедствие Ганон» (англ. Calamity Ganon), которая в каждую эпоху вновь и вновь нападает на королевство Хайрул. Ганондорф — алчный вождь герудо, мечтающий править Хайрулом. Заполучив древний артефакт Тайный камень, усиливающий способности своего владельца, Ганондорф получил прозвище «Король Демонов» (англ. Demon King).

### Другие появления

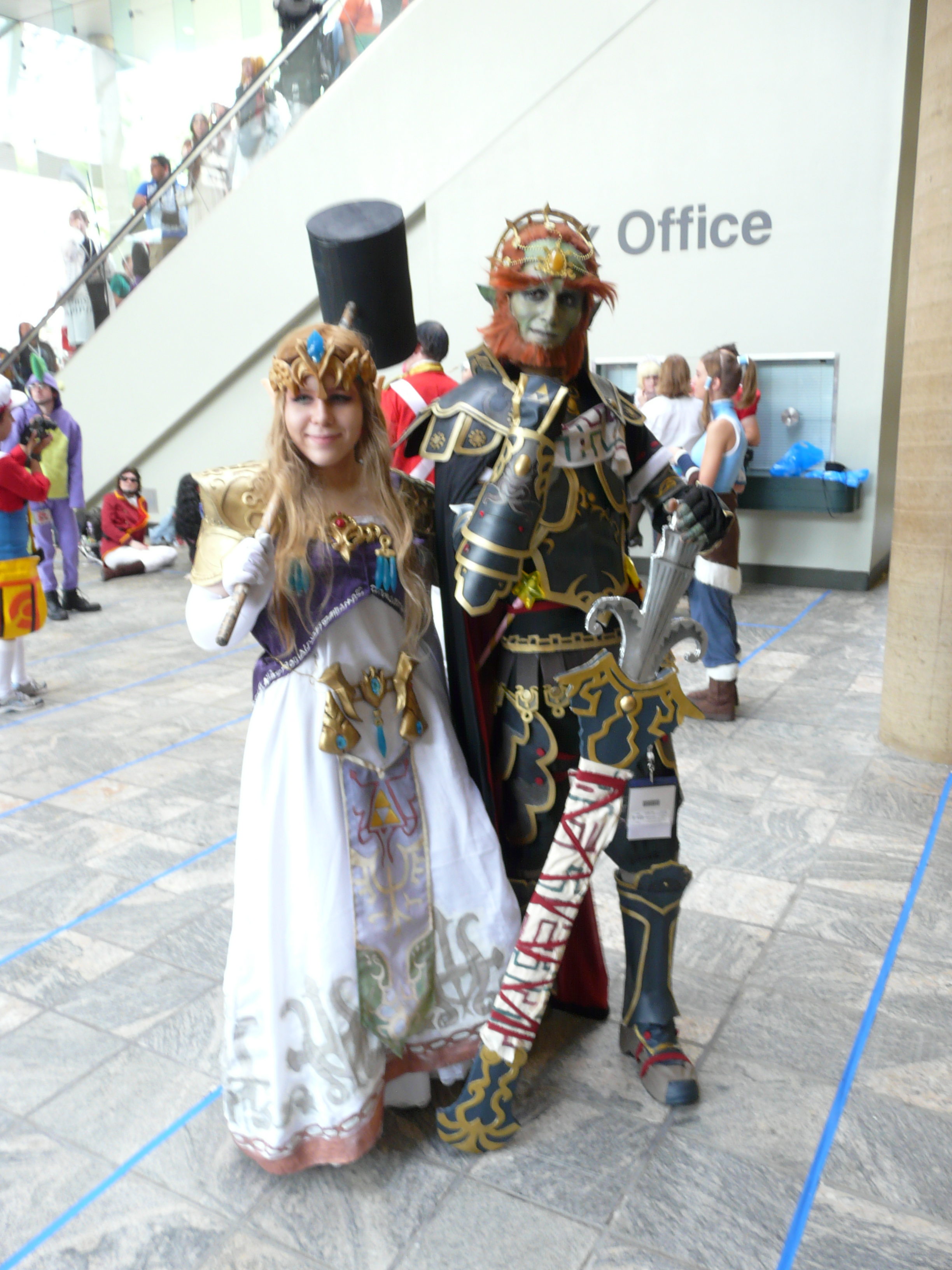
Косплееры в образах принцессы Зельды и Ганондорфа (справа)

Ганон появляется как демоническое существо в спин-оффах Zelda: The Wand of Gamelon, Link: The Faces of Evil и Zelda's Adventure, выпущенных для платформы CDi.
В играх серии Super Smash Bros. Ганон выступает в качестве игрового персонажа.
В играх Hyrule Warriors и Hyrule Warriors Legends Ганон и его слуги выступают антагонистами.

## Восприятие
Ганон — один из известных игровых антагонистов. В 2010 году издание Nintendo Power назвало его лучшим злодеем, созданным Nintendo. В 2013 году GamesRadar присвоил ему титул лучшего злодея видеоигр.
Его появление в Ocarina of Time включено изданием GameSpot в список 10 лучших сражений с «боссами».
По мнению IGN, Ганон входит в список 10 игровых персонажей, нуждающихся в собственном спинофе и в список 100 лучших видеоигровых злодеев.